# Préfecture de Kankan
La préfecture de Kankan est une subdivision administrative située dans la Région de Kankan, en Guinée. Son chef-lieu est Kankan.

## Subdivision administrative
La préfecture de Kankan est subdivisée en seize (16) sous-préfectures: Kankan-Centre, Balandougou, Bate-Nafadji, Boula, Gbérédou-Baranama, Karifamoriah, Koumban, Mamouroudou, Missamana, Moribayah, Sabadou-Baranama, Tinti-Oulen, Tokounou, Djélibakoro, Fodecariah balimana et Djimbala.

## Population
En 2016, le nombre d'habitants de la préfecture a été estimé à 504 325, selon une extrapolation officielle du recensement de 2014 qui en avait dénombré 473 359.